# أوزدمير بيرقدار
أوزدمير بيرقدار (ولد سنة 1949، ب ساريير ، إسطنبول - توفي في 18 أكتوبر 2021 في إسطنبول) مهندس ورجل أعمال تركي. هو مصمم بيرقدار تي بي 2 ، أول نظام محلي للطائرات بدون طيار في تركيا، ولاحقا الطائرة المسيرة بيرقيدار آقنجي .   وكان رئيس مجلس إدارة شركة بيكار حتى وفاته.
تم تكريمه بوسام كاراباخ . 